# Puchar Azji w Piłce Siatkowej Mężczyzn 2014
Puchar Azji w piłce siatkowej mężczyzn 2014 – rozgrywany był w Kazachstanie w dniach 18 – 24 sierpnia 2014. 8 czołowych krajowych reprezentacji rywalizowało w Ałmaty. Zwycięzcą czwartej edycji Pucharu Azji została reprezentacja Korei Południowej.

## Rozgrywki grupowe
| Grupa A                                           | Grupa B                                |
| ------------------------------------------------- | -------------------------------------- |
| Kazachstan · Japonia · Korea Południowa · Indie · | Chiny · Iran · Australia · Tajlandia · |

### Grupa A
Tabela
| Lp. | Drużyna          | Pkt | Mecze | Mecze | Mecze | Sety | Sety | Sety  | Małe punkty | Małe punkty | Małe punkty |
| Lp. | Drużyna          | Pkt | M     | W     | P     | wyg. | prz. | ratio | zdob.       | str.        | ratio       |
| --- | ---------------- | --- | ----- | ----- | ----- | ---- | ---- | ----- | ----------- | ----------- | ----------- |
| 1   | Korea Południowa | 9   | 3     | 3 (0) | 0 (0) | 9    | 2    | 4.500 | 273         | 223         | 1.224       |
| 2   | Indie            | 6   | 3     | 2 (0) | 1 (0) | 7    | 3    | 2.333 | 242         | 215         | 1.126       |
| 3   | Kazachstan       | 3   | 3     | 1 (0) | 2 (0) | 3    | 6    | 0.500 | 194         | 206         | 0.942       |
| 4   | Japonia          | 0   | 3     | 0 (0) | 3 (0) | 1    | 9    | 0.111 | 190         | 255         | 0.745       |

Źródło: asianvolleyball.net
Punktacja: 3:0 i 3:1 – 3 pkt; 3:2 – 2 pkt; 2:3 – 1 pkt; 1:3 i 0:3 – 0 pkt
Zasady ustalania kolejności: 1. liczba punktów; 2. liczba zwycięstw; 3. stosunek setów; 4. stosunek małych punktów
     walka o miejsca 1-8
Wyniki
| Data  | Godz. | Drużyna 1        | Wynik | Drużyna 2        | 1     | 2     | 3     | 4     | 5 | Widzów | * |
| ----- | ----- | ---------------- | ----- | ---------------- | ----- | ----- | ----- | ----- | - | ------ | - |
| 18.08 | 16:00 | Korea Południowa | 3:1   | Japonia          | 25:19 | 26:28 | 25:11 | 25:17 |   | 1000   | 1 |
| 18.08 | 19:00 | Kazachstan       | 0:3   | Indie            | 23:25 | 17:25 | 19:25 |       |   | 2300   | 2 |
| 19.08 | 14:00 | Japonia          | 0:3   | Indie            | 11:25 | 25:27 | 23:25 |       |   | 800    | 3 |
| 19.08 | 18:00 | Korea Południowa | 3:0   | Kazachstan       | 25:22 | 25:14 | 25:22 |       |   | 2300   | 4 |
| 20.08 | 16:00 | Indie            | 1:3   | Korea Południowa | 25:22 | 22:25 | 21:25 | 22:25 |   | 800    | 5 |
| 20.08 | 19:00 | Kazachstan       | 3:0   | Japonia          | 25:19 | 25:12 | 27:25 |       |   | 2000   | 6 |

### Grupa B
Tabela
| Lp. | Drużyna   | Pkt | Mecze | Mecze | Mecze | Sety | Sety | Sety  | Małe punkty | Małe punkty | Małe punkty |
| Lp. | Drużyna   | Pkt | M     | W     | P     | wyg. | prz. | ratio | zdob.       | str.        | ratio       |
| --- | --------- | --- | ----- | ----- | ----- | ---- | ---- | ----- | ----------- | ----------- | ----------- |
| 1   | Iran      | 8   | 3     | 3 (1) | 0 (0) | 9    | 3    | 3.000 | 289         | 237         | 1.219       |
| 2   | Chiny     | 5   | 3     | 2 (1) | 1 (0) | 6    | 5    | 1.200 | 227         | 246         | 0.923       |
| 3   | Tajlandia | 5   | 3     | 1 (0) | 2 (2) | 7    | 6    | 1.167 | 287         | 274         | 1.047       |
| 4   | Australia | 0   | 3     | 0 (0) | 3 (0) | 1    | 9    | 0.111 | 274         | 257         | 1.066       |

Źródło: asianvolleyball.net
Punktacja: 3:0 i 3:1 – 3 pkt; 3:2 – 2 pkt; 2:3 – 1 pkt; 1:3 i 0:3 – 0 pkt
Zasady ustalania kolejności: 1. liczba punktów; 2. liczba zwycięstw; 3. stosunek setów; 4. stosunek małych punktów
     walka o miejsca 1-8
Wyniki
| Data  | Godz. | Drużyna 1 | Wynik | Drużyna 2 | 1     | 2     | 3     | 4     | 5     | Widzów | *  |
| ----- | ----- | --------- | ----- | --------- | ----- | ----- | ----- | ----- | ----- | ------ | -- |
| 18.08 | 11:00 | Iran      | 3:2   | Tajlandia | 23:25 | 25:16 | 20:25 | 25:19 | 18:16 | 600    | 7  |
| 18.08 | 14:00 | Chiny     | 3:0   | Australia | 25:21 | 25:22 | 25:21 |       |       | 1000   | 8  |
| 19.08 | 11:00 | Australia | 0:3   | Tajlandia | 14:25 | 20:25 | 27:29 |       |       | 500    | 9  |
| 19.08 | 16:00 | Chiny     | 0:3   | Iran      | 21:25 | 14:25 | 15:25 |       |       | 400    | 10 |
| 20.08 | 11:00 | Iran      | 3:1   | Australia | 25:13 | 28:30 | 25:23 | 25:20 |       | 300    | 11 |
| 20.08 | 14:00 | Tajlandia | 2:3   | Chiny     | 25:19 | 22:25 | 25:18 | 22:25 | 13:15 | 400    | 12 |

## Runda pucharowa

### Ćwierćfinały
| Data  | Godz. | Drużyna 1        | Wynik | Drużyna 2  | 1     | 2     | 3     | 4     | 5     | Widzów | *  |
| ----- | ----- | ---------------- | ----- | ---------- | ----- | ----- | ----- | ----- | ----- | ------ | -- |
| 22.08 | 11:00 | Korea Południowa | 3:1   | Australia  | 26:28 | 26:24 | 25:19 | 25:19 |       | 300    | 13 |
| 22.08 | 14:00 | Iran             | 3:0   | Japonia    | 25:20 | 25:14 | 25:18 |       |       | 700    | 14 |
| 22.08 | 16:00 | Indie            | 3:0   | Tajlandia  | 25:19 | 25:23 | 26:24 |       |       | 900    | 15 |
| 22.08 | 18:00 | Chiny            | 2:3   | Kazachstan | 20:25 | 22:25 | 32:30 | 25:21 | 13:15 | 2000   | 16 |

### Mecze o miejsca 5-8
| Data  | Godz. | Drużyna 1 | Wynik | Drużyna 2 | 1     | 2     | 3     | 4     | 5     | Widzów | *  |
| ----- | ----- | --------- | ----- | --------- | ----- | ----- | ----- | ----- | ----- | ------ | -- |
| 23.08 | 11:00 | Japonia   | 3:2   | Tajlandia | 25:23 | 26:24 | 23:25 | 16:25 | 15:11 | 300    | 17 |
| 23.08 | 14:00 | Australia | 1:3   | Chiny     | 22:25 | 33:31 | 20:25 | 22:25 |       | 600    | 18 |

### Półfinały
| Data  | Godz. | Drużyna 1        | Wynik | Drużyna 2  | 1     | 2     | 3     | 4     | 5 | Widzów | *  |
| ----- | ----- | ---------------- | ----- | ---------- | ----- | ----- | ----- | ----- | - | ------ | -- |
| 23.08 | 16:00 | Iran             | 1:3   | Indie      | 25:20 | 27:29 | 29:31 | 25:27 |   | 1200   | 19 |
| 23.08 | 18:00 | Korea Południowa | 3:0   | Kazachstan | 25:17 | 25:19 | 25:18 |       |   | 2000   | 20 |

### Mecz o 7 miejsce
| Data  | Godz. | Drużyna 1 | Wynik | Drużyna 2 | 1     | 2     | 3     | 4 | 5 | Widzów | *  |
| ----- | ----- | --------- | ----- | --------- | ----- | ----- | ----- | - | - | ------ | -- |
| 24.08 | 11:00 | Tajlandia | 0:3   | Australia | 22:25 | 23:25 | 13:25 |   |   | 200    | 21 |

### Mecz o 5 miejsce
| Data  | Godz. | Drużyna 1 | Wynik | Drużyna 2 | 1     | 2     | 3     | 4     | 5 | Widzów | *  |
| ----- | ----- | --------- | ----- | --------- | ----- | ----- | ----- | ----- | - | ------ | -- |
| 24.08 | 14:00 | Japonia   | 1:3   | Chiny     | 20:25 | 25:21 | 12:25 | 23:25 |   | 700    | 22 |

### Mecz o 3 miejsce
| Data  | Godz. | Drużyna 1 | Wynik | Drużyna 2  | 1     | 2     | 3     | 4     | 5 | Widzów | *  |
| ----- | ----- | --------- | ----- | ---------- | ----- | ----- | ----- | ----- | - | ------ | -- |
| 24.08 | 16:00 | Iran      | 1:3   | Kazachstan | 23:25 | 25:17 | 19:25 | 16:25 |   | 2000   | 23 |

### Finał
| Data  | Godz. | Drużyna 1 | Wynik | Drużyna 2        | 1     | 2     | 3     | 4 | 5 | Widzów | *  |
| ----- | ----- | --------- | ----- | ---------------- | ----- | ----- | ----- | - | - | ------ | -- |
| 24.08 | 18:00 | Indie     | 0:3   | Korea Południowa | 23:25 | 21:25 | 25:27 |   |   | 3000   | 24 |

## Klasyfikacja końcowa
| Miejsce | Reprezentacja    |
| ------- | ---------------- |
| złoto   | Korea Południowa |
| srebro  | Indie            |
| brąz    | Kazachstan       |
| 4.      | Iran             |
| 5.      | Chiny            |
| 6.      | Japonia          |
| 7.      | Australia        |
| 8.      | Tajlandia        |